# ملا عبدالکریم صائب

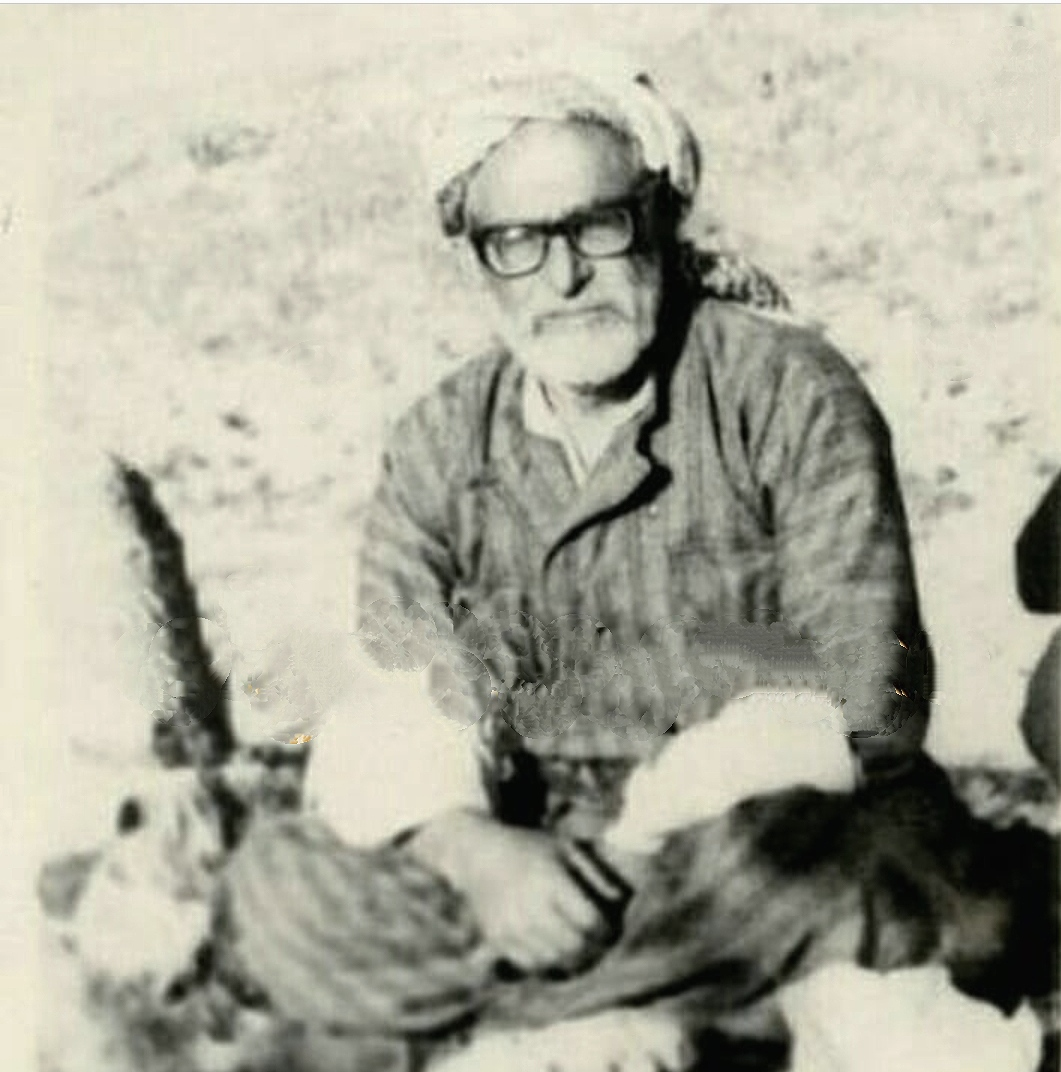
ملا عبدالکریم صائب

ملا عبدالکریم صائب ملقب به زاری (زاده: ۱۲۸۵ - درگذشت: ۱۳۶۰) شاعر و ادیب کرد اهل سقز در کردستان است.

## زندگی‌نامه
ملا عبدالکریم صائب در روستای آلکلو از توابع سقز دیده به جهان گشود. وی تحصیلات مقدماتی خود را در همین روستا و با دروس اصول وقران و موضوعات مذهبی نزد ملا محمد تدین شروع نمود. وی جهت ادامه تحصیلات فقهی خود به روستاها و مناطق مختلف نزد اساتید اصول فقه و حکمت رفت و مدارج علمی را بدین ترتیب طی نمود و زندگی خود را صرف یادگیری علوم زمان خود نمود. به همین سبب مدتی از نظر مالی دچار مضیقه و تنگدستی بود. وی پس از فوت پدر و عموی خود سرپرست خانواده اش شد و جهت کار و درآمد به مناطق مختلف کوچ نمود.
اشعار وی در زمان خود او از رادیو کرمانشاه پخش می‌شد و به سبب بعضی از اشعارش توسط ساواک تحت فشار بود.
وی درسال ۱۳۶۰ شمسی در سقز روستای عرب اوغلوی علیا دارفانی را وداع گفت و همان‌جا به خاک سپرده شد.

## اشعار و آثار
اشعار زاری بیشتر مضامین تصوف، عرفان و طبیعت داشته و دارای غزلهای عاشقانه و رباعیات می‌باشد. وی در شعر عروض و کلاسیک زبانزد خاص وعام بود. از وی آثار زیر باقی مانده‌است:
- دیوان شعر با نام دیوان زاری[۶][۷]
- ترجمه داستان «لیلی و مجنون» نظامی گنجوی از فارسی به کردی

### نمونه‌ای از آثار فارسی او
| دلی دارم بسان بوته در تاب   |  | و زو خون می‌چکد وز دیده خوناب  |
| خلیده خار هجران در رگ و جان |  | نشسته زاغ نومیدی به بستان     |
| لگدکوب ستم باشد وجودم       |  | نمی‌دانم از این سودا چه سودم   |
| گل عمرم شده پژمرده از غم    |  | تنم بی‌حس بسان مرده ازغم       |
| چنان گشتم زبون وعاقبت شوم   |  | دراین ویرانه شد هم لانه‌ام بوم |
| چنان آشفته و زار و نزارم    |  | که بر خود نام زاری می‌گزارم    |